# Supporterattacken på Parken
Supporterattacken på Parken inträffade i samband med EM-kvalmatchen i fotboll den 2 juni 2007 mellan Sverige och Danmark på Parken i Köpenhamn. Domaren attackerades av en inspringande supporter och matchen avbröts. Sverige tilldömdes segern med 0–3, vilket bekräftades av Uefa den 8 juni 2007.

## Matchen
Sverige tog ledningen i sjunde minuten efter mål av Johan Elmander. Petter Hansson gjorde Sveriges andra mål på en frispark, med 34 meters avstånd från mål. Detta var hans första landslagsmål. Senare gjorde Johan Elmander sitt andra mål efter 26 minuter. Efter det påbörjade Danmark en upphämtning. 1-3 kom i den 34:e minuten; målskytt var Daniel Agger. Jon Dahl Tomasson reducerade på nytt i den 62:a minuten till 2-3.
Med en kvarts speltid kvar av andra halvlek kvitterade inhopparen Leon Andreasen till ställningen 3-3.
I 89:e matchminuten, fick Sverige straff när Christian Poulsen slog ner Markus Rosenberg i straffområdet med ett knytnävsslag i magen. Poulsen fick rött kort och domaren pekade på straffpunkten.

## Attacken
Huvuddomaren Herbert Fandel såg själv inte vad som hände Rosenberg, detta uppmärksammades dock av den assisterande domaren som kallade huvuddomaren till sig. Efter att ha konfererat med assisterande domaren vid sidlinjen, begav sig Fandel tillbaka mot straffområdet och visade Poulsen rött kort och pekade på straffpunkten – Sverige tilldömdes därmed en straffspark. Strax därefter rusade en dansk åskådare, som lyckats ta sig in på plan, rakt mot domare Fandel. Den danske spelaren Michael Gravgaard såg detta och lyckades delvis hindra åskådaren att nå fram till domaren. De danska spelarna samlades kring domaren för att skydda honom, inga av de svenska spelarna var i närheten och supportern sprang ut mot läktarna igen där vakterna tog hand om honom. 
Fandel valde nu att diskutera händelsen med sina assisterande domare och fjärdedomaren. Efter någon minut bröt han matchen och de fyra domarna lämnade planen. De överraskade spelarna lämnade också planen och gick in i omklädningsrummen efter ytterligare någon minuts förvirring.
Huvuddomaren kallade till sig lagkaptenerna Tomasson och Ljungberg för att diskutera det inträffade. Under tiden sprang ytterligare två danska åskådare in på planen varav en dribblade med bollen, som hittills legat kvar vid straffpunkten, över hela planen och satt bollen i nät innan några vakter tog fast honom.
Efter ytterligare minuters förvirring ifall matchen skulle återupptas, meddelades det på Parkens ljustavla att Sverige tilldöms segern med 3-0. Domaren förklarade under diskussionen med lagkaptenerna att hans domslut måste bekräftas efter en granskning av Uefa, något som också gjordes den 8 juni.

## Beslut om resultatet
Domaren beslutade att avbryta matchen och tilldömde Sverige seger med 3–0. Detta resultat gällde preliminärt till dess att Uefa fattade ett officiellt beslut.
8 juni beslutade Uefas disciplinkommitté att resultatet 3–0 till Sverige stod fast. De beslutade även att:
- Danska fotbollsförbundet ska betala 100 000 schweiziska franc (61 000 euro) i böter.
- Danmarks herrlandslag ska spela de fyra kommande hemmamatcherna i kvalspelet minst 250 kilometer från Köpenhamn.
- Danmarks herrlandslag ska spela nästkommande hemmamatch (mot Liechtenstein) inför tomma läktare.
- Christian Poulsen får tre matchers avstängning.

Den 11 juni backade Uefa om straffet om att inte spela närmare Köpenhamn, eftersom Uefa inte ville tvinga Danmark att spela utomlands.

## Domstol
Mannen dömdes i dansk domstol till 30 dagars fängelse och samhällstjänst i 40 dagar. Det danska fotbollsförbundet krävde ersättning av mannen. Först talades det i media om 20 miljoner danska kronor, senare krävdes han på 1 615 645 kronor. Mannen vägrade betala och i en domstolsprocess dömdes han 18 november 2009 till att betala 900 000 danska kronor i skadestånd.

## Media
Händelserna kring matchen fick stora rubriker, både i Sverige, Danmark och i andra länder. Den danska tidningen Ekstra Bladet gick ut på sin hemsida och efterlyste "skurken" som hade förstört för laget.
En oskyldig person som liknade mannen på bilderna blev anklagad via internet och SMS, och mordhotad via telefon och brev. Den riktige mannen gömde sig i en hyrd sommarstuga i Sverige. Han intervjuades ett par dagar efteråt i Aftonbladet där han ångrade allt och bad alla om ursäkt.